# Comté de Flinders
Pour les articles homonymes, voir Conseil de Flinders.
Le comté de Flinders est une zone d'administration locale au centre du Queensland en Australie.
Le comté comprend les villes de :
- Hughenden ;
- Prarie ;
- Stamford ;
- Torrens Creek.

La région doit son nom au fleuve Flinders qui la traverse.